# Lenophila nila
Lenophila nila är en tvåvingeart som beskrevs av Mcalpine och Kim 1977. Lenophila nila ingår i släktet Lenophila och familjen bredmunsflugor. Inga underarter finns listade i Catalogue of Life.